# NGC 2964
NGC 2964 је спирална галаксија у сазвежђу Лав која се налази на NGC листи објеката дубоког неба.
Деклинација објекта је + 31° 50' 49" а ректасцензија 9h 42m 54,1s. Привидна величина (магнитуда) објекта NGC 2964 износи 11,2 а фотографска магнитуда 12,0. Налази се на удаљености од 22,180 милиона парсека од Сунца. NGC 2964 је још познат и под ознакама UGC 5183, MCG 5-23-27, CGCG 152-56, IRAS 09399+3204, KUG 0939+320, KCPG 210A, PGC 27777.